# スモークフィルム
スモークフィルム (smoke film) とは、広義では自動車のガラスに貼る合成樹脂フィルム全般を指し、狭義ではその中において透明度の低いものを指す一般名。日本工業規格（JIS）では自動車窓ガラス用フィルム（JIS S 3107）の名称を用いており、カーフィルム (car film) 、 ウインドウフィルム (window film) 、着色フィルムとも言う。本項では自動車窓ガラス用フィルム全般について扱う。

## 使用目的
紫外線対策や車内温度上昇の防止に有効。ガラスの飛散も防止できる。透明度の低いフィルムは車内のプライバシー保護にも利用される。2000年代に入ると商用車（特にトラック）、乗用車の最廉価グレード以外では「プライバシーガラス」と称した後面ガラスが標準装備という場合が多いがその商用車や何らかの理由で廉価グレード、あるいは設定すらされない欧州車を購入した場合にフィルムを用いられることもある。
このほか、暗色系のフィルムは車両の外観を引き締め周囲に対して威圧感を与える効果もあることなどから、車両のドレスアップ（ファッション）を目的として装備される場合もあるが、後述するフルスモークなどの違法改造行為に結びつきやすいといった問題も孕んでいる。

## カラー
以前は、黒～茶色系統がほとんどであったが、ミラータイプやパステル調の色も出現している。断熱タイプなど、機能性を重視したフィルムの一部には、透明度の高いものも存在する。

## 施工方法（貼り付け）
フィルム自体はカー用品店・ディスカウントストアなどで1台分3～5千円程度で購入できる。ガラスの大きさに合わせて型紙を起こし、それに沿ってフィルムを切り抜く（あらかじめ車種別に切り抜かれた型紙・フィルムの市販品もある）。窓を洗浄して汚れやゴミを取り除いた後に霧吹きで石鹸水を吹き付け、フィルムをガラスに貼り、ゴムヘラなどで中心部から空気を抜くように押しつけていく。空気を抜きながら平面のフィルムを曲面に合わせて張り上げるためには、熟練の技術を要する。施行技術向上を目的として、2002年より厚生労働大臣指定試験機関の認定を受けた日本ウインドウ・フィルム工業会が国家技能検定として「ガラス用フィルム施工職種（建築及び自動車フィルム作業1級、2級）試験」を実施している。この技能検定の合格者が存在する工場の場合、リアガラス曲面と熱線に合わせて何枚も貼るよりも困難な一枚貼りを請け負うことが多い。

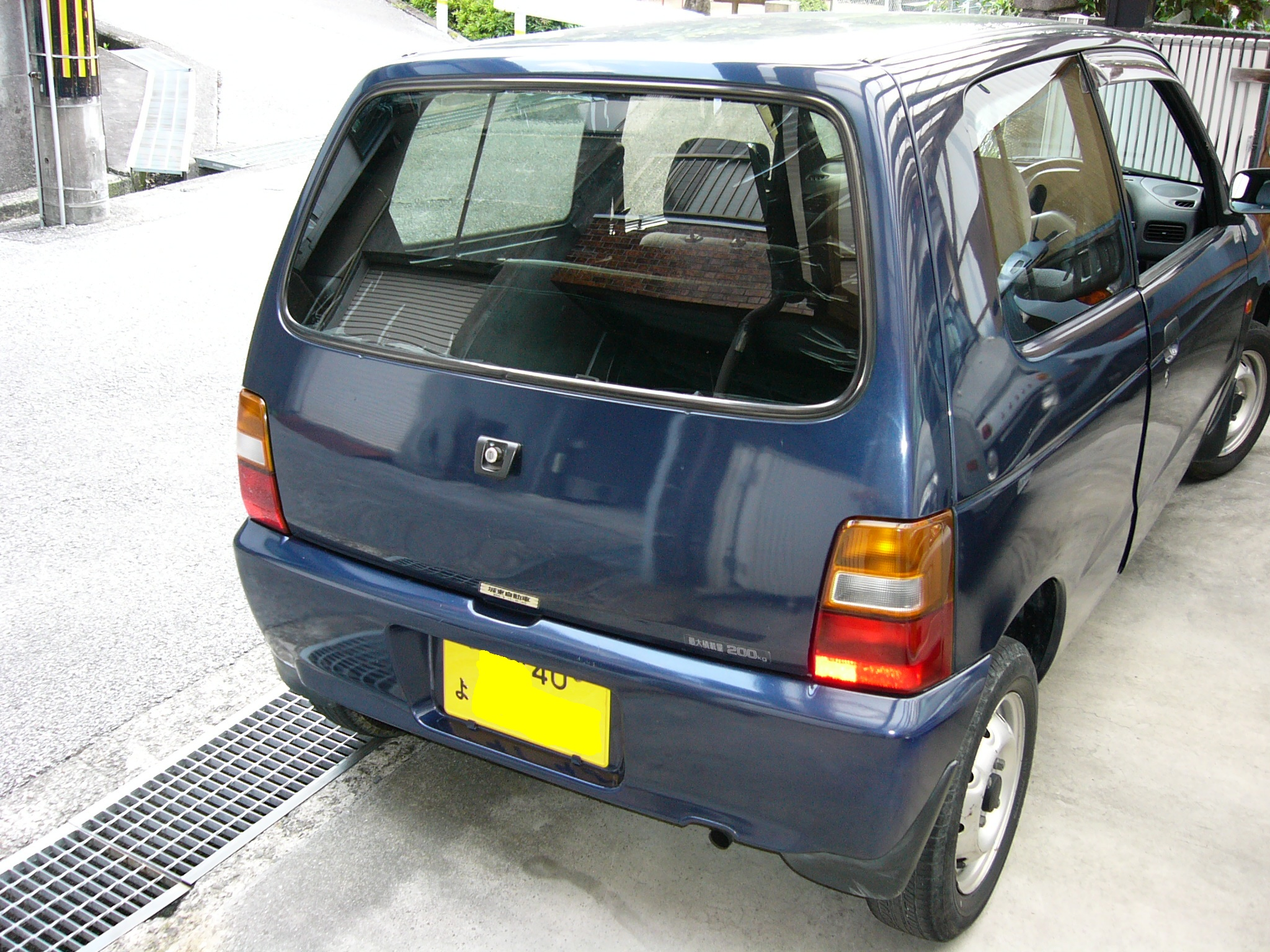
フィルム貼り付け例。貼り付け時かなり空気が入ってしまっている。また年数経過による退色も発生。

## 規制

### 日本
道路運送車両法によって規制が設けられている。前面ガラス・運転席側面ガラス・助手席側面ガラスについては、運転者が交通状況を確認するために必要な視野の範囲における可視光線の透過率が70%以上確保できるもの、後部席ガラスはそれ以下でも可、と規定されている。車種・グレードによってはフロントウインドシールドに着色などの加工が行われていることで、元々の可視光線透過率が70%台前半から80%前後となっている場合があり、フィルムを貼り付けることでトータルの可視光線透過率が70%を下回ってしまう可能性があるため、取り扱いの際は注意が必要である。
一例として、ホンダ・インサイトにおける運転席側面・助手席側面・前面ガラスの可視光線透過率は約73～75%となっている。また、2008年9月30日に衆議院第一議員会館で開催された「自動車フィルムの需要喚起をテーマにした勉強会」で、メーカー出荷時において前面ガラス・運転席側面ガラス・助手席側面ガラスの可視光線透過率が70%を満たしていない車種が存在する、との指摘もあった。
車内からも外が見えにくいほどの低透過率のフィルムが流通するに至り、夜間の事故が増加したことから、日本では2003年9月26日より、こうしたフィルムの透過率についての規制が行われている。

#### フルスモーク
フルスモーク（「フルスモ」と略す場合もある）とは、自動車のすべてのウインドウガラスにスモークフィルムを貼ることである。車のリア側だけではなく、フロント側の3面（フロントウインドシールド、左右フロントドアガラス）にも濃色のフィルムを貼り付けた状態。前述の通り、これは違法改造であり、そのまま公道を走行することはできない。
また、道路運送車両法第九十九条の二（不正改造等の禁止）の規定により、保安基準に適合しない改造そのものが犯罪であり（最高6ヵ月の懲役又は最高30万円の罰金）、実際に2005年に施工業者が逮捕された事例もある。

### インド
インドでは、以前より太陽光透過率の制限が存在していたが、2012年からは車内で行われる凶悪犯罪を防止する目的のため、カーフィルムの貼付が全面禁止になった。ただし、カーテン類はこの限りではない。

### 韓国
韓国の場合は、前面ガラス窓の可視光線の透過率は70%以上、運転席側面ガラス・助手席側面ガラスの可視光線の透過率は40%以上でなければならない。それ以外の規定はない。しかし、韓国ではほとんど守られていない。また、韓国の大衆の反発により、取り締まりも行われていない。 そして、このような現実を批判する意見はごく少数に過ぎない。
このため、韓国は夜の交通事故が発生する危険性が高い。前面ガラスに濃いスモークフィルムを貼ると、夜間運転時の事故の危険が大きくなるからである。また、韓国では車内の様々な不法行為を取り締まることが難しい。実際、韓国の交通事故の発生率はOECD平均より高い。

## 考案者
- 1965年にザ・ビートルズのジョン・レノンがプライバシー対策として原型を考案した[要出典]。

## 自動車以外の採用例

### 鉄道車両
太陽高度の低い場合の防眩対策として前面窓上部に施工されるものと、夜間や地下線を含むトンネルなどでの前面窓への室内灯の写り込み防止用として、運転席と客室の間仕切りや扉の窓に施工されるものが一般的である。どちらもサンバイザーや遮光幕の代わりに用いられるが、スモークフィルムとそれらとを併用する車両も存在する。ほとんどの鉄道車両では運転席背面と客室の仕切り扉の部分を遮光幕で開閉し、助士席側のみスモークフィルムを使用している。
- JR西日本207系電車 - 運転室と客室の仕切扉にスモークフィルムを使用している。
- 新京成電鉄 - 運転席背面仕切窓のみにスモークフィルムを使用している（遮光幕と併用）。
- 南海電気鉄道 - 通勤形車両全車の運転席背面仕切窓にスモークフィルムを使用している。
- 首都圏新都市鉄道（つくばエクスプレス）
- 東京メトロ南北線
- 都営地下鉄三田線
- 東急目黒線
- 埼玉高速鉄道線